# Швехат (річка)
Швехат (нім. Schwechat) — річка в Нижній Австрії, права притока Дунаю.
Стікає у вигляді кількох струмків із висоти близько 750 м[джерело не вказане 1644 дні] над рівнем моря з найвищої гори Віденського лісу Шепфля. У Клаузен-Леопольдсдорфі струмки зливаються й одержують назву Швехат. Тече загалом у східному напрямку протягом 62 км до однойменного міста, де впадає в Дунай. Площа басейну близько 1182 км2.
Найважливіші притоки:
- праві: Гройсбах (Groisbach), Тристінг, Кальтер-Ганг (Kalter Gang);
- ліві: Саттельбах (Sattelbach), Медлінг, Петерсбах (Petersbach), Лізинг. Великі міста за течією: Баден і Швехат.

## Назва
Назва річки походить від середньоверхньонімецького swechant, що означає «смердючий». Цей епітет виправданий тільки починаючи від Бадена, де в річку впадають сірковмісні струмки.

## Лісосплав
Від 1667 до 1939 року ділянку Швехата від Клаузен-Леопольдсдорфа до Бадена використовували для лісосплаву. З цією метою за течією облаштували водозливи для підняття рівня води в мілких місцях, де могли накопичуватися сплавлювані колоди. Головний водозлив (німецькою Klause) був розташований біля Клаузен-Леопольдсдорфа, ще 13 були облаштовані на притоках Швехата. На західній околиці Бадена ліс перенаправлявся до Меллерсдорфа (див. Трайскірхен) і далі вже суходолом до Відня.
1756 року дерев'яний головний водозлив замінено кам'яною спорудою, що збереглася донині. Від 1803 року для транспортування з Бадена до Відня стали використовувати канал Вінер-Нойштадт.

## Спортивний туризм
За підвищеного рівня води Швехат на відрізку від Клаузен-Леопольдсдорфа до Бадена може використовуватися для водного туризму. Складність сплаву оцінюють на рівні II за міжнародною шкалою складності річок.